# 23663 Kalou
For the Chelsea và Ivory Coast football player, see Salomon Kalou
23663 Kalou (1997 EG18) là một tiểu hành tinh vành đai chính được phát hiện ngày 10 tháng 3 năm 1997 bởi M. Meunier ở Arbonne la Foret.